# 线叶繁缕
线叶繁缕（学名：Stellaria dichotoma var. linearis）为石竹科繁缕属下的一个变种。